# Koninkrijk Valencia
Het koninkrijk Valencia was een van de deelrijken van de Kroon van Aragon en na de dynastieke unie met de Kroon van Castilië werd het op zijn beurt een deelrijk van het koninkrijk Spanje. Het werd formeel gecreëerd in 1238 toen de Moorse taifa Valencia veroverd werd tijdens de Reconquista. Het werd geregeerd volgens de wetten en instellingen ingesteld door de Charters van Valencia (Furs de Valencia) die het zelfbestuur gaven. Het werd in 1707 door Filips V afgeschaft door de Nueva Planta decreten.
De grenzen en de identiteit van de huidige Spaanse Autonome regio Valencia zijn hoofdzakelijk gebaseerd op die van het voormalige koninkrijk Valencia.

## De verovering
De verovering van de taifa Valencia startte in 1232 toen de koning van Aragón, Jacobus I van Aragón de Veroveraar Morella innam met hoofdzakelijk Aragonese troepen. Het jaar erop volgden Burriana en Peñíscola die op de taifa veroverd werden.
Een tweede meer omvangrijkere expansiegolf volgde in 1238 wanneer Jacobus de emir Zayyan ibn Mardanish van Valencia op 28 september verslaat. Gevolgd door zijn intrede in Valencia op 9 oktober. Deze datum wordt gezien als de stichtingsdatum van het koninkrijk Valencia.
Een derde fase begon in 1243 en eindigde in 1245. Hierna volgde in 1252 een akkoord tussen Jacobus en Alfons X van Castilië (de Wijze) het Verdrag van Almizra waarin de grenzen werden vastgelegd om aldus hun bijdragen aan de Reconquista te coördineren en de Moren verder zuidwaarts te drijven. Dit verdrag legde de lijn gevormd tussen Biar en Busot als zuidgrens voor de Aragonese expansie. Alles bezuiden deze lijn inclusief wat later het koninkrijk Murcia zou worden werd voorbehouden aan het koninkrijk Castilië. Door de verschillende expansiegolven kwam er echter een groot gedeelte van de moorse bevolking onder christelijke heerschappij wat tot de nodige problemen zou leiden.
Een van de belangrijkste gevolgen was de vele rebellieën tegen de christelijke overheersing. De gevaarlijkste waren deze dat geleid werden door Mohammad Abu Abdallah Ben Hudzail al-Sahuir, ook gekend als Al-Azraq. Onder zijn leiding wisten de Moren voor een korte periode de onafhankelijkheid te bewerkstelligen van de landen ten zuiden van de Júcar. Doch al snel moesten ze deze weer opgeven door de vijandelijke overmacht van de christelijke legers.
Gedurende de tweede rebellie van Al-Azraq sneuvelde Jacobus I bijna in de strijd, maar toch wist hij uiteindelijk Al-Azraq te onderwerpen. Vanwege zijn jarenlange band met de koning werd diens leven gespaard. Ondanks deze blijk van edelmoedigeheid leidde Al-Azraq een derde maal de rebellie. Ditmaal overleefde hij de strijd echter niet. Zijn zoon zou de strijd verder zetten en nog meermalen voor onrust zorgen.
Jacobus II, de Wijze, een kleinzoon van Jacobus I begon in 1296 aan de finale zuidwaartse impuls voorbij de linie die door zijn grootvader was vastgelegd. Zijn doelwit waren de vruchtbare landbouwgronden rond Murcia en de Vega Baja del Segura. De moslimheersers aldaar waren in naam gebonden aan Castilië. Castiliaanse troepen voerden echter geregeld raids uit om toch een zekere mate van soevereiniteit over het gebied te kunnen behouden. Maar zelfs in het beste geval bleef het een instabiel gebied gekenmerkt door de schermutselingen en de wisselende allianties van een grensgebied.
De campagne onder Jacobus II was succesvol en breidde zo het rijk uit tot ruim voorbij de eerder vastgelegde zuidgrens tussen Castilië en Aragón. Nieuw overleg drong zich dus op. Dankzij het Sentencia Arbitral de Torrellas (1304) en de herzieningen hiervan te Elche (1305) werden Orihuela (en ook Alicante en Elche) aan Aragón toegewezen terwijl Murcia naar Castilië ging. Aldus werd de zuidgrens van het koninkrijk Valencia vastgelegd.
Op het einde van dit process waren vier taifa's weggeveegd: Valencia, Alpuente, Dénia en Murcia. Gezien de normen van die tijd kan dit als een snelle verovering beschouwd worden: het grootste deel van het gebied was in minder dan vijftig jaar veroverd en de maximum uitbreiding in minder dan een eeuw afgerond. In de veroverde gebieden was de moslimbevolking nu ruim in de meerderheid dit zorgde voor de nodige onrust op politiek en sociaal vlak aangezien deze onderworpen bevolkingsgroep zich door haar religie niet als deel van het koninkrijk zag. Hierdoor bleven ze een broeihaard voor onlusten en opstanden tegen hun overheersers.

## Motieven

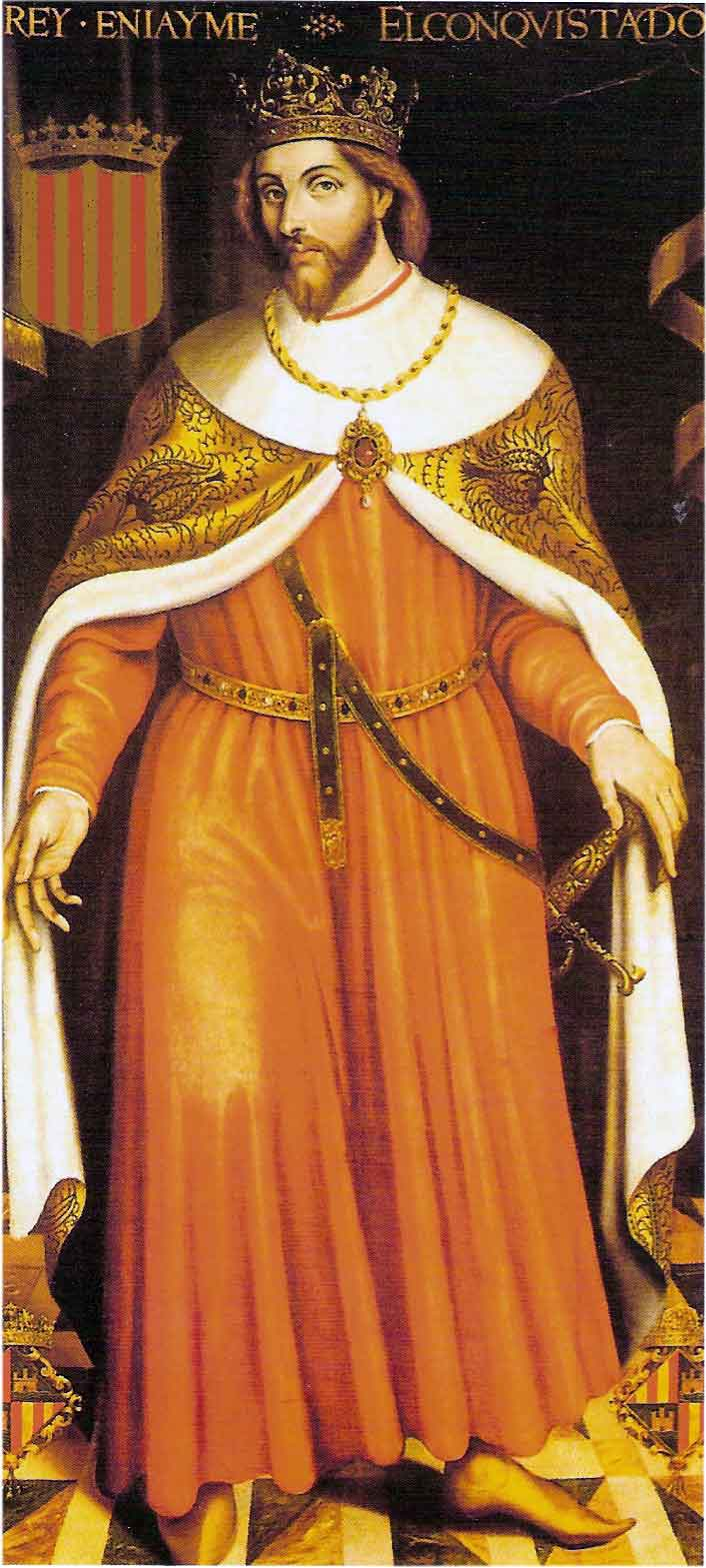
Jacobus I van Aragón de Veroveraar

Moderne geschiedkundigen zien de verovering van Valencia in hetzelfde licht als gelijkaardige Reconquista-inspanningen door Castilië: een gevecht geleid door de koning om nieuwe gebieden te verwerven vrij van het feodale juk van de adel. Deze nieuwe gebieden zouden enkel aan de koning verantwoording afleggen en aldus zijn macht tegenover de adel vergroten en consolideren. Dit maakte deel uit van een trend binnen middeleeuws Spanje, die eindigde met de val van Granada in 1492 en daaropvolgend de verdrijving van de Joden uit Spanje en het begin van het tijdperk van de Spaanse Habsburgers.
Het is onder deze strategie dat de herbevolking van Spanje tegenwoordig wordt beschouwd. De bevolking van het nieuwe koninkrijk was overweldigend Moslim en zeer vatbaar voor revoltes en bovendien een zware bedreiging in het geval van eender welke invasie van een moslimleger uit Noord-Afrika.
Het proces waarmee de monarchie zichzelf wilde bevrijden van de controle van de adel was niet eenvoudig daar deze nog steeds veel macht bezaten en vastberaden deze zo veel mogelijk te behouden. Dit feit kenmerkte de christelijke kolonisatie van de nieuw verworven gebieden. Hierdoor zag de koning zich verplicht de Aragonese adel verschillende domeinen aldaar te schenken doch hiervoor gebruikte hij de meest bergachtige en dunbevolkte gebieden. De vruchtbare en dichtbevolkte kustvlakten behield hij voor vrije burgers en aankomende burgerij (bourgeoisie) wiens steden hij Furs oftewel koninklijke charters gaf waarmee hij de burgerlijke wetgeving en administratie lokaal regelde, altijd ter verantwoording aan de koning.
Dit had ook taalkundige gevolgen:
- Het binnenland werd hoofdzakelijk herbevolkt door Aragonees sprekende bevolking, een Italo-Westerse taal van de Pyreneeën-Mozarabische groep. Hun taal was een nauwe verwant van het Mozarabisch en het Castiliaans. Dat tot het Spaans zou evolueren met invloeden uit naburige Romaanse talen zoals het Aragonees.

- De kustgebieden werden hoofdzakelijk bevolkt vanuit het aangrenzende Catalonië. Hun taal was een Italo-Westerse taal van de Gallo-Iberische groep, meer specifiek de Romaans-Iberische talen.Het dialect van deze kolonisten zou uitgroeien tot het Valenciaans, een zeer kenmerkende variant van het Catalaans die ook heden ten dage nog sterk staat.

Een andere mogelijke drijvende kracht, waarschijnlijk onderschat door moderne geschiedkundigen, is het geloof. In dit opzicht erkende paus Gregorius IX de strijd als een kruistocht en werd Jacobus I als een devoot koning beschouwd.

## Bloei
Het Koninkrijk van Valencia bereikte zijn hoogtepunt in de vroege 15e eeuw. De economie was welvarend en gericht op de handel rond de Middellandse Zee, die sterk gedomineerd door de kroon van Aragon vooral vanuit de havens van Valencia en Barcelona.

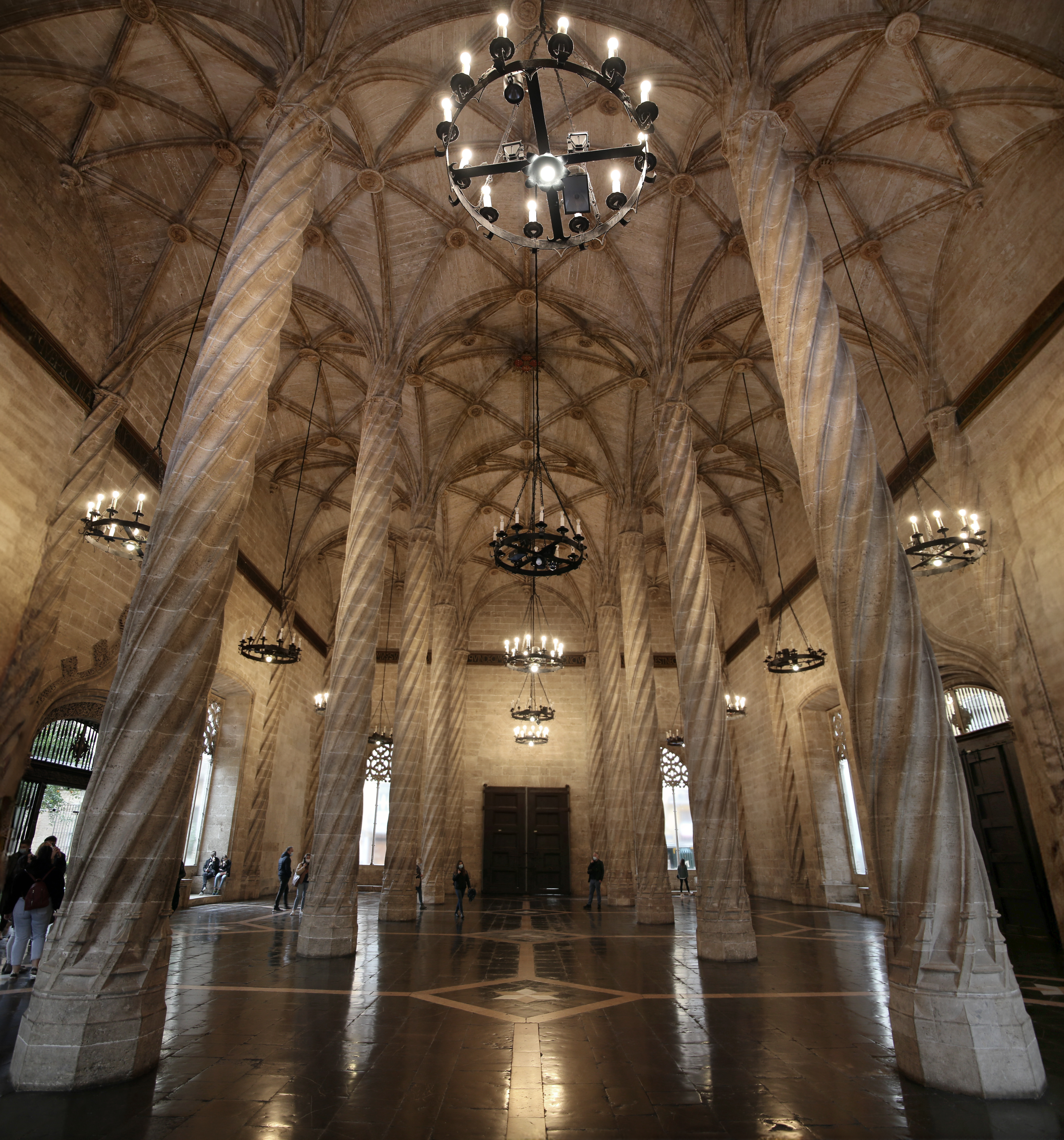
de handelshal van La Lonja de la Seda.

In Valencia werd de Taula de canvis dat deels als bank en deels als beurs functioneerde om zo de handel te stimuleren opgericht. De lokale nijverheid, meer bepaald textielnijverheid, kende een sterke ontwikkeling en veranderde Valencia in een mediterraans handelsimperium waar handelaars vanuit heel Europa werkten. Het misschien wel mooiste voorbeeld dat deze flamboyante periode samenvat, is de Zijdebeurs, een voorbeeld van burgerlijke Gotische architectuur en een belangrijke handelsmarkt in het mediterrane gebied tegen het einde van de 15e en doorheen de 16e eeuw.
Valencia was eveneens een van de eerste Europese steden om een mobiele drukpers naar het ontwerp van Johannes Gutenberg. Het waren Valenciaanse auteurs zoals Joanot Martorell of Ausiàs March die de canon vormde van de klassieke Catalaanse literatuur.
In 1479 ging Valencia samen met de rest van de kroon van Aragon op in de dynastieke unie die het latere Spanje zou vormen.